# Lucile Marquis
 (novembre 2016).
Si vous disposez d'ouvrages ou d'articles de référence ou si vous connaissez des sites web de qualité traitant du thème abordé ici, merci de compléter l'article en donnant les références utiles à sa vérifiabilité et en les liant à la section « Notes et références ».
Lucile Marquis, née en 1985, est une actrice française.

## Filmographie

### Cinéma
- 2016 : Difficile à expliquer - Court-métrage réalisé par Cynthia Chico
- 2016 : Rêve général - Court-métrage réalisé par Elizabeth Richard.
- 2015 : Je suis un tombeur - Court-métrage réalisé par Juliette Tresanini
- 2015 : La Course - Court-métrage, écrit et réalisé par Bérenger Thouin
- 2014 : Mon beau cadavre - Court-métrage réalisé par Olivier Chantreau
- 2014 : Comme la neige - Court-métrage réalisé par Elizabeth Richard
- 2013 : Vices et versa - Moyen-métrage, écrit par Sarah Hansson et Cécile Métayer
- 2013 : I'm Michael Jackson - Court-métrage réalisé par Sylvain Bressollette
- 2010 : Sixtine - court-métrage réalisé par Jeremy Woog

### Téléfilm
- 2014 : Les Fées du logis[1] réalisé par Pascal Forneri : Françoise Le Bris

### Séries télévisées
- 2011 - 2013 : Les Mystères de l'amour : Chrystale
- 2013 : VDM, la série, réalisée par Fouad Benhammou (58 épisodes) : Fanny
- 2015 : Les Petits Meurtres d'Agatha Christie, épisode Pension Vanilos : Rose
- 2015 : Camping Paradis, épisode Affaire de famille : Lucie
- 2015 : Le web contre-attaque
- 2015 : L'Amour à 200 m, épisode Antoine et Marion réalisé par Adeline Darraux
- 2016 : Clem, saison 7 : Alice
- 2017 : Scènes de ménages, réalisée par Luccio Di Rosa
- 2017 : Profilage, épisode Les héritiers réalisé par Fouad Benhammou : Emeline Belattar
- 2017 : À Jamais, épisodes 1.2,1.4,1.5 : Camille
- 2018 : Meurtres à..., épisode Meurtres dans le Morvan de Simon Astier : Caroline Sénéchal
- 2019 : Section de recherche, saison 13 : épisode 13/14 - Dernière chance réalisé par Jean-Marc Thérin
- 2021 : Le Voyageur, épisode Le Roi nu : Valérie Flamant
- 2021 : L'Homme que j'ai condamné, réalisée par Laure de Butler (4 épisodes) : Charlie
- 2022 : Syndrome E, saison 1 : épisode 1 : Fred la technicienne
- 2023 : Irrésistible, Marie : 1 épisode

### Doublage
- 2025 : Materialists : ? (?)

## Théâtre
- 2020-2023 : Les feux de l'amour et du hasard de la comédie presque Française - Les Airnadettes. Grand Point Virgule, Tournées
- 2022 : Le Dindon de Georges Feydeau, mise en scène de Vincent Caire - Théâtre Ranelagh, Tournées
- 2017-2018 : Cendrillon de Charles Perrault, mise en scène de Vincent Caire - Alhambra Paris et Avignon
- 2017-2018 : Une très belle histoire de théâtre, mise en scène de Pierre-Étienne Royer - Studio d’Asnières/ Avignon/ Tournée
- 2017-2020 : Le loup est revenu, mise en scène de Vincent Caire - Alhambra Paris
- 2017 : Le Portrait de Dorian Gray[2] d'Oscar Wilde, mise en scène de Thomas Le Douarec - Théâtre du Lucernaire, Studio des Champs Elysées et Comédie des Champs Elysées
- 2016 : Les aventures de Cracotte, mise en scène de Vincent Caire
- 2011 : La Tentation de saint Antoine de Gustave Flaubert, mise en scène de Nazim Boudjenah
- 2008 : Le Cabaret des hommes perdus de Christian Siméon, mise en scène de J. Leguiller et J. Cohen - Aktéon
- 2008 : De l'autre côté de F. Cadou et K. Tabet, co-mise en scène d'Anne Ribière - Aktéon
- 2007 : Retour au paradis, écrit et mis en scène par Benoît Guibert assisté de Cédric Leproust
- 2007 : Le Jasmin rouge, rôle et chant dirigés par Vanessa de Winter, texte de Benoît Guibert
- 2006 : La Cabale du cheval Pégase de Giordano Bruno, mise en scène de Nazim Boudjenah